# KNM-ER 1813

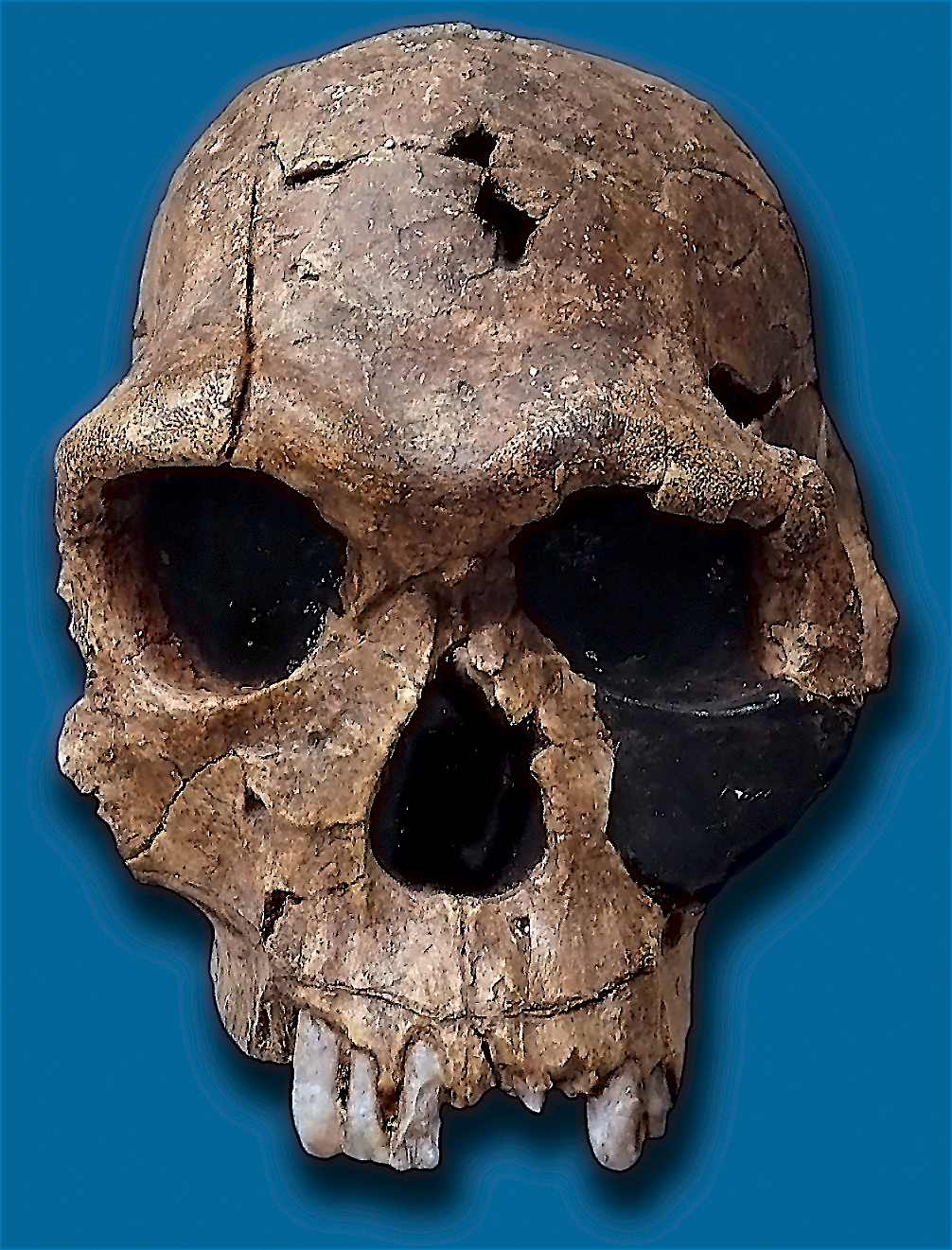
Fossile di cranio KNM-ER 1813

KNM-ER 1813 è un teschio fossilizzato di un ominide della specie Homo habilis, datato a circa 1.9 milioni di anni fa, scoperto a Koobi Fora in Kenya, nel 1973 da Kamoya Kimeu.

## Descrizione
L'esemplare di Homo habilis aveva una capacità cranica relativamente piccola, circa 510 cc, rispetto ad altri esemplari di Homo habilis. Il lato sinistro del viso è stato schiacciato, sebbene il lato destro sia abbastanza completo. Il volto di KNM ER 1813, piuttosto corto, mostra un prognatismo sottonasale relativamente ridotto e denti piccoli.